# 皇國臣民之誓詞
皇國臣民之誓詞，為1937年10月2日朝鮮總督府向朝鮮半島發佈的文章，並且要求學生與一般市民在各種場合之中記誦。
- 皇國臣民之誓詞（第一種，兒童用）

我們都是大日本帝國的臣民。
我們以心向天皇陛下盡忠盡義。
我們要不斷自我鍛鍊而成為堅強的國民。
- 皇國臣民之誓詞（第二種，大人用）

我等皇國臣民以忠誠之心報君國。
我等皇國臣民相互信愛協力，相互團結。
我等皇國臣民應培養忍耐之精神以宣揚皇道。